# توکاتا و فوگ در ر مینور
توکاتا و فوگ در رِ مینور (به انگلیسی: Toccata and Fugue in D minor)،‏ 565 BWV، یکی از قطعات موسیقی اثرِ یوهان سباستیان باخ آهنگساز بزرگ دورهٔ باروک در ر مینور برای ساز ارگ است. قطعه با یک بخشِ توکاتا آغاز می‌شود و به دنبال آن یک فوگ قرار دارد که با یک کودا به پایان می‌رسد. باخ این قطعه را بین سال‌های ۱۷۰۳ و ۱۷۰۸ و در مدت اقامتش در شهر آرنشتات نوشته‌است. این قطعه از مشهورترین قطعات باخ است.

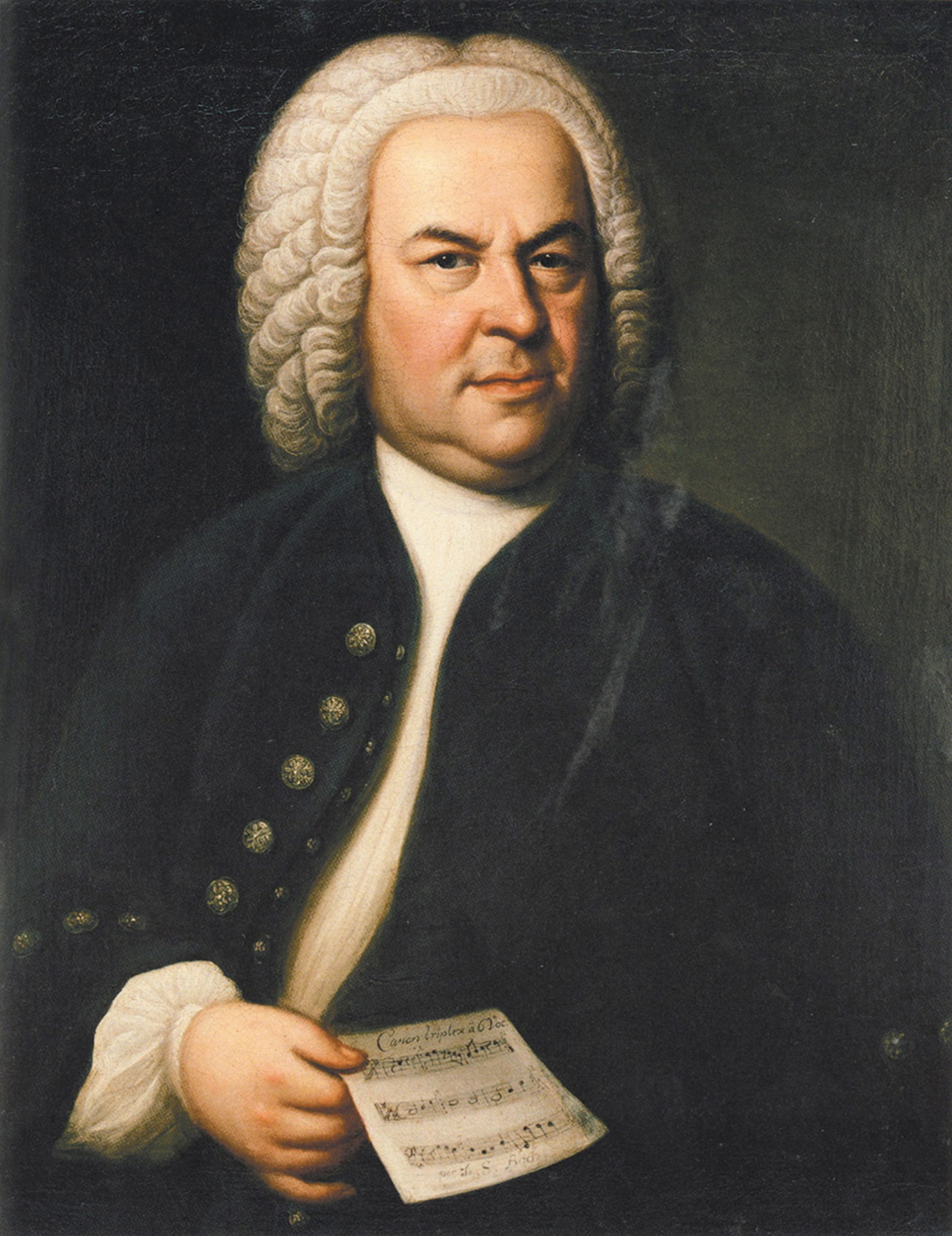
یوهان سباستیان باخ

بخش آغازینِ این قطعه پیشتر در فیلم‌های ژانر وحشتِ دراکولا استفاده می‌شده‌است.